# Giải Grammy lần thứ 49
Giải Grammy lần thứ 49 là một giải thưởng âm nhạc danh giá nhằm tôn vinh các cá nhân thu âm xuất sắc bắt đầu từ 15 tháng 9 năm 2005 và kết thúc vào 14 tháng 9 năm 2006 tại Hoa Kỳ. Buổi lễ trao giải đã được diễn ra vào Chủ Nhật 11 tháng 2 năm 2007 tại Trung tâm Staples, Los Angeles. Dixie Chicks là người chiến thắng lớn nhất đêm với tổng cộng năm giải thưởng, trong đó có Album của năm, Thu âm của năm và Bài hát của năm. Mary J. Blige trở thành người nhận nhiều đề cử nhất với 8 lần. Don Henley đã vinh dự nhận giải Nhân vật MusicCares của năm hai đêm trước khi lễ trao giải bắt đầu vào 9 tháng 2 năm 2007. Chương trình trên đã giành một giải Primetime Emmy cho "Đạo diễn thiết kế ánh sáng cho chương trình VMC".

## Trình diễn
| Các nghệ sĩ                               | Ca khúc                                             |
| ----------------------------------------- | --------------------------------------------------- |
| The Police                                | "Roxanne"                                           |
| Mary J. Blige                             | "Be Without You" Stay With Me"                      |
| Dixie Chicks                              | "Not Ready to Make Nice"                            |
| Justin Timberlake                         | "What Goes Around... Comes Around"                  |
| Beyoncé                                   | "Listen"                                            |
| Smokey Robinson Chris Brown Lionel Richie | Tri ân các nghệ sĩ R&B                              |
| Christina Aguilera                        | Tri ân James Brown "It's a Man's Man's Man's World" |
| Ludacris Mary J. Blige Earth, Wind & Fire | "Runaway Love"                                      |
| James Blunt                               | "You're Beautiful"                                  |
| Gnarls Barkley                            | "Crazy"                                             |
| John Legend John Mayer Corinne Bailey Rae | "Coming Home" "Gravity" Like A Star"                |
| Red Hot Chili Peppers                     | "Snow ((Hey Oh))"                                   |
| Shakira Wyclef Jean                       | "Hips Don't Lie"                                    |
| Justin Timberlake Robyn Troup T.I.        | "Ain't No Sunshine" My Love"                        |
| Carrie Underwood Rascal Flatts            | Tri ân Bob Wills & Don Henley                       |
| "Desperado"                               |                                                     |

Buổi trình diễn Roxanne của The Police là một chương trình mở đầu cho sự tái hợp của nhóm.

## Người trao giải/giới thiệu
- Burt Bacharach
- Joan Baez
- Natasha Bedingfield
- Tony Bennett
- The Black Eyed Peas
- Lewis Black
- Natalie Cole
- Ornette Coleman
- Common
- Nelly Furtado
- Al Gore
- Alyson Hannigan
- Don Henley
- Terrence Howard
- Jennifer Hudson
- Samuel L. Jackson
- Scarlett Johansson
- Reba McEntire
- Mandy Moore
- P!nk
- Queen Latifah
- Rihanna
- LeAnn Rimes
- Chris Rock
- Nicole Scherzinger
- Seal
- Cobie Smulders
- David Spade
- Quentin Tarantino
- Stevie Wonder
- Luke Wilson
- Prince
- Kanye West

## Danh sách đề cử và thắng giải

### Chính
Thu âm của năm
- "Not Ready to Make Nice" - Dixie Chicks
  - Rick Rubin, nhà sản xuất; Richard Dodd, Jim Scott & Chris Testa, xây dựng/hòa âm
- "Be Without You" - Mary J. Blige
  - Bryan-Michael Cox & Ron Fair, nhà sản xuất; Danny Cheung, Tal Herzberg, Dave "Hard-Drive" Pensado & Allen Sides, xây dựng/hòa âm
- "You're Beautiful" - James Blunt
  - Tom Rothrock, nhà sản xuất; Tom Rothrock & Mike Tarantino, xây dựng/hòa âm
- "Crazy" - Gnarls Barkley
  - Danger Mouse, nhà sản xuất; Ben H. Allen, Danger Mouse & Kennie Takahashi, xây dựng/hòa âm
- "Put Your Records On" - Corinne Bailey Rae
  - Steve Chrisanthou, nhà sản xuất; Steve Chrisanthou & Jeremy Wheatley, xây dựng/hòa âm

Album của năm
- Taking the Long Way - Dixie Chicks
  - Rick Rubin, nhà sản xuất; Richard Dodd, Jim Scott & Chris Testa, xây dựng/hòa âm; Richard Dodd, trưởng nhóm kĩ thuật
- St. Elsewhere - Gnarls Barkley
  - Danger Mouse, nhà sản xuất; Ben H. Allen, Danger Mouse & Kennie Takahashi, xây dựng/hòa âm; Mike Lazer, trưởng nhóm kĩ thuật
- Continuum - John Mayer
  - Steve Jordan & John Mayer, nhà sản xuất; John Alagía, Michael Brauer, Joe Ferla, Chad Franscoviak, Manny Marroquin & Dave O'Donnell, xây dựng/hòa âm; Greg Calbi, trưởng nhóm kĩ thuật
- Stadium Arcadium - Red Hot Chili Peppers
  - Rick Rubin, nhà sản xuất; Ryan Hewitt, Mark Linett & Andrew Scheps, xây dựng/hòa âm; Vlado Meller, trưởng nhóm kĩ thuật
- FutureSex/LoveSounds - Justin Timberlake
  - Nate (Danja) Hills, Jawbreakers, Rick Rubin, Timbaland & Justin Timberlake, nhà sản xuất; Jimmy Douglass, Serban Ghenea, Padraic Kerin, Jason Lader, Andrew Scheps, Timbaland & Ethan Willoughby, xây dựng/hòa âm; Herb Powers, Jr., trưởng nhóm kĩ thuật

Bài hát của năm
- "Not Ready to Make Nice" - Dixie Chicks
  - Martie Maguire, Natalie Maines, Emily Robison & Dan Wilson, nhạc sĩ
- "Be Without You" - Mary J. Blige
  - Johntá Austin, Mary J. Blige, Bryan-Michael Cox & Jason Perry, nhạc sĩ
- "Jesus, Take The Wheel" - Carrie Underwood
  - Brett James, Hillary Lindsey & Gordie Sampson, nhạc sĩ
- "Put Your Records On" - Corinne Bailey Rae
  - John Beck, Steve Chrisanthou & Corinne Bailey Rae, nhạc sĩ
- "You're Beautiful" - James Blunt
  - James Blunt, Amanda Ghost & Sacha Skarbek, nhạc sĩ

Nghệ sĩ mới xuất sắc nhất
- Carrie Underwood
- Chris Brown
- Corinne Bailey Rae
- Imogen Heap
- James Blunt

### Pop
Trình diễn giọng pop nữ xuất sắc nhất
- "Ain't No Other Man" - Christina Aguilera
- "Unwritten" - Natasha Bedingfield
- "You Can Close Your Eyes" - Sheryl Crow
- "Stupid Girls" - P!nk
- "Black Horse and the Cherry Tree" - KT Tunstall

Trình diễn giọng pop nam xuất sắc nhất
- "Waiting On The World To Change" - John Mayer
- "You're Beautiful" - James Blunt
- "Save Room" - John Legend
- "Jenny Wren" - Paul McCartney
- "Bad Day" - Daniel Powter

Trình diễn song ca/nhóm nhạc giọng pop xuất sắc nhất
- "My Humps" - The Black Eyed Peas
- "I Will Follow You Into The Dark" - Death Cab For Cutie
- "Over My Head (Cable Car)" - The Fray
- "Is It Any Wonder?" - Keane
- "Stickwitu" - The Pussycat Dolls

Hợp tác giọng pop xuất sắc nhất
- "For Once in My Life" - Tony Bennett & Stevie Wonder
- "One" - Mary J. Blige & U2
- "Always On Your Side" - Sheryl Crow & Sting
- "Promiscuous" - Nelly Furtado & Timbaland
- "Hips Don't Lie" - Shakira & Wyclef Jean

Album giọng pop xuất sắc nhất
- Continuum - John Mayer
- Back to Basics - Christina Aguilera
- Back to Bedlam - James Blunt
- The River in Reverse - Elvis Costello & Allen Toussaint
- FutureSex/LoveSounds - Justin Timberlake

### Dance
Thu âm nhạc dance xuất sắc nhất
- "Sexy Back"
  - Nate "Danja" Hills, Timbaland & Justin Timberlake, nhà sản xuất; Jimmy Douglass, hòa âm (Justin Timberlake)
- "Suffer Well"
  - Ben Hillier, nhà sản xuất; Steve Fitzmaurice & Ben Hillier, hòa âm (Depeche Mode)
- "Ooh La La"
  - Goldfrapp, nhà sản xuất; Mark "Spike" Stent, hòa âm (Goldfrapp)
- "Get Together"
  - Madonna & Stuart Price, nhà sản xuất; Mark "Spike" Stent, hòa âm (Madonna)
- "I'm With Stupid"
  - Trevor Horn, nhà sản xuất; Robert Orton, hòa âm (Pet Shop Boys)

Album nhạc điện tử/dance xuất sắc nhất
- Confessions On A Dance Floor - Madonna
- Supernature - Goldfrapp
- A Lively Mind - Paul Oakenfold
- Fundamental - Pet Shop Boys
- The Garden - Zero 7

### Pop truyền thống
Album pop truyền thống xuất sắc nhất
- "Duets: An American Classic" - Tony Bennett
- "Caught In The Act" - Michael Bublé
- "Wintersong" - Sarah McLachlan
- "Bette Midler Sings the Peggy Lee Songbook" - Bette Midler
- "Timeless Love" - Smokey Robinson

### Rock
Trình diễn đơn ca rock xuất sắc nhất
- "Someday Baby" - Bob Dylan
- "Nausea" - Beck
- "Route 66" - John Mayer
- "Saving Grace" - Tom Petty
- "Lookin' for a Leader" - Neil Young

Trình diễn song ca/nhóm nhạc giọng rock xuất sắc nhất
- "Dani California"- Red Hot Chili Peppers
- "Talk" - Coldplay
- "How to Save a Life" - The Fray
- "Steady, As She Goes" - The Raconteurs
- "The Saints Are Coming" - U2 & Green Day

Trình diễn hard rock xuất sắc nhất
- "Woman" - Wolfmother
- "Crazy Bitch" - Buckcherry
- "Every Day Is Exactly the Same" - Nine Inch Nails
- "Lonely Day" - System of a Down
- "Vicarious" - Tool

Trình diễn metal xuất sắc nhất
- "Eyes of the Insane"- Slayer
- "Redneck" - Lamb of God
- "Colony of Birchmen" - Mastodon
- "Lies, Lies, Lies" - Ministry
- "30/30-150" - Stone Sour

Trình diễn nhạc cụ rock xuất sắc nhất
- "The Wizard Turns On..." - The Flaming Lips
- "Chun Li's Spinning Bird Kick" - Arctic Monkeys
- "Black Hole Sun" - Peter Frampton
- "Castellorizon" - David Gilmour
- "Super Colossal" - Joe Satriani

Bài hát rock hay nhất
- "Dani California" - Red Hot Chili Peppers
  - Flea, John Frusciante, Anthony Kiedis & Chad Smith viết nhạc
- "Chasing Cars" - Snow Patrol
  - Nathan Connolly, Gary Lightbody, Jonny Quinn, Tom Simpson & Paul Wilson viết nhạc
- "Lookin' for a Leader" - Neil Young
  - Neil Young viết nhạc
- "Someday Baby" - Bob Dylan
  - Bob Dylan viết nhạc
- "When You Were Young" - The Killers
  - Brandon Flowers, Dave Keuning, Mark Stoermer & Ronnie Vannucci viết nhạc

Album rock xuất sắc nhất
- "Stadium Arcadium" - Red Hot Chili Peppers
- Try! - John Mayer Trio
- Highway Companion - Tom Petty
- Broken Boy Soldiers - The Raconteurs
- Living with War - Neil Young

### Alternative
Album nhạc alternative xuất sắc nhất
- "St. Elsewhere" - Gnarls Barkley
- "Whatever People Say I Am, That's What I'm Not" - Arctic Monkeys
- "At War with the Mystics - The Flaming Lips
- "Show Your Bones - Yeah Yeah Yeahs
- "The Eraser - Thom Yorke

### Video âm nhạc
Video hình thái ngắn xuất sắc nhất
- "Here It Goes Again" - Ok Go

Video hình thái dài xuất sắc nhất
- "Wings for Wheels: The Making of Born to Run" - Bruce Springsteen